# Бішофсмайс
Бішофсмайс (нім. Bischofsmais) — громада в Німеччині, розташована в землі Баварія. Підпорядковується адміністративному округу Нижня Баварія. Входить до складу району Реген.
Площа — 46,30 км2. Населення становить 3195 ос. (станом на 31 грудня 2020).